# Marci és a kapitány
A Marci és a kapitány 1978-ben futott magyar televíziós bábfilmsorozat, amely a Magyar Televízióban készült 1977-ben.

## Alkotók
- Rendezte: Beregszászi Mária
- Írta: Demény Ottó
- Zenéjét szerezte: Váry Ferenc
- Dalszöveg: Bálint Ágnes
- Operatőr: Czóbel Anna
- Vágó: Karátsony Gabriella
- Hang: Sasvári Károly
- Báb- és díszlettervező: Koós Iván
- A rendező munkatársa: Vadkerty Tibor
- Színes technika: Boros Magda
- Felvételvezető: Singer Dezső
- Gyártásvezető: Pintér Alinka

Készítette a Magyar Televízió

## Szereplők
- Kapitány – Varanyi Lajos
- Orsolya néni – Szöllősy Irén
- Anikó – Simándi Ildikó
- Marci – Havas Gertrúd
- Béka – Bölöni Kiss István
- Bernát – Gruber Hugó

## Epizódok
|  | Ez a szakasz egyelőre üres vagy erősen hiányos. Segíts te is a kibővítésében! |

|  | Ez a szakasz egyelőre üres vagy erősen hiányos. Segíts te is a kibővítésében! |

|  | Ez a szakasz egyelőre üres vagy erősen hiányos. Segíts te is a kibővítésében! |

|  | Ez a szakasz egyelőre üres vagy erősen hiányos. Segíts te is a kibővítésében! |

|  | Ez a szakasz egyelőre üres vagy erősen hiányos. Segíts te is a kibővítésében! |